# Guihoyo
Guihoyo est une localité et une commune rurale malienne de l'arrondissement central de Kolokani, dans le cercle de Kolokani, et la région de Koulikoro.

## Villages
La commune s'étend sur 24 localités relevées lors du recensement général de 2009. 
Les villages les plus peuplés sont :
- Gouméné (2 179 habitants) ;
- Guihoyo (1 791 habitants) ;
- Ouegnan (1 534 habitants).